# The Mill on the Floss
The Mill on the Floss was de tweede roman van de Engelse schrijfster George Eliot. Het boek werd gepubliceerd in 1860.

## Publicatie
In september 1859 begon de schrijfster materiaal te verzamelen voor haar tweede boek, dat The Tullivers moest gaan heten. Ze liet zich rondleiden door een molen en maakte een boottocht naar het punt waar de rivier Idle uitmondt in de Trent. Dat was de ideale plaats voor de molen in haar roman. Kort daarop begon ze te schrijven en in maart 1860 was het boek klaar. Het was uiteindelijk niet vernoemd naar de hoofdpersonen Tom en Maggie Tulliver, maar naar de plaats waar ze geboren waren.
John Blackwood, de uitgever van op een na alle romans van George Eliot, publiceerde The Mill on the Floss in april 1860, zoals gebruikelijk bij victoriaanse romans in drie delen. Binnen vier dagen waren al 4600 exemplaren verkocht. George Eliot en haar partner George Henry Lewes maakten de verschijning van de roman niet mee. Ze waren op dat moment op reis in Italië. In Florence kwam Eliot op het idee een historische roman te schrijven over Girolamo Savonarola. Het zou leiden tot haar meest ambitieuze project, de roman Romola.
Twee jaar later, in 1862, kwam Blackwood met een goedkope editie in één deel.
Net als zijn voorganger Adam Bede en zijn opvolger Silas Marner was The Mill on the Floss een groot succes, zowel tijdens Eliots leven als daarna. Het boek is altijd in druk gebleven. Ook vandaag de dag wordt het nog veel gelezen.
Het boek is onder andere vertaald in het Duits, Frans, Italiaans, Perzisch, Russisch, Spaans, Tsjechisch en Zweeds.
In 1861 verscheen bij P.N. van Kampen te Amsterdam een Nederlandse vertaling: De molen van Dorlcote. De naam van de vertaler staat niet vermeld, maar vermoedelijk is de vertaling van de hand van Jacoba van Westrheene-van Heijningen (1821-1900), die meer boeken van Eliot vertaald heeft. In 1872 werd deze vertaling herdrukt in de verzamelde werken, die op de markt werden gebracht door Van Druten & Bleeker in Sneek. Een latere vertaling, nu onder de titel  De molen aan de Floss, van de hand van W.A. Dorsman-Vos uit 1981, is nog steeds in de handel.

## Samenvatting

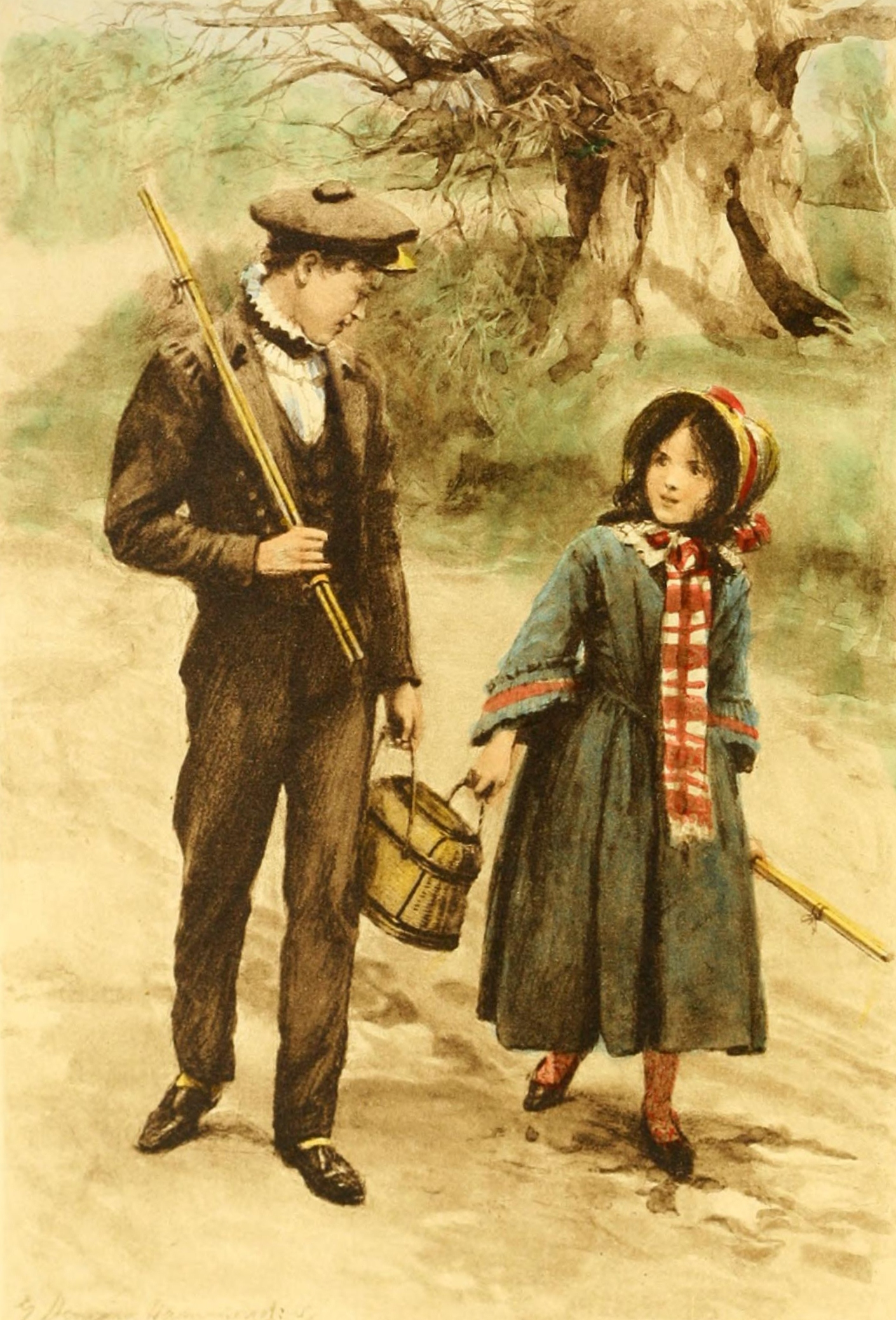
Tom en Maggie Tulliver, illustratie uit een editie van 1910

De roman draait om de relatie tussen de oudere broer Tom en de jongere zus Maggie Tulliver, de kinderen van de molenaar Edward Tulliver en diens vrouw Elizabeth (‘Bessy’) Dodson. De kinderen groeien op in de molen Dorlcote, gelegen op de plaats waar de rivier Ripple uitkomt in de rivier Floss. De molen staat aan de rand van de stad St. Ogg's. De roman begint rond 1820 en omvat een periode van 10-15 jaar. Maggie is in de eerste hoofdstukken negen jaar oud.
De kinderen zijn heel verschillend geaard. Maggie is impulsief en onhandig, maar snel van begrip. Ze is leergierig en leest graag boeken. Tom is bedachtzaam, maar vasthoudend en koppig, en intellectueel geen hoogvlieger. Toch is er een sterke band tussen hen.
Vader Tulliver wil dat Tom vooruitkomt in de wereld en stuurt hem naar dominee Stelling in het plaatsje King’s Lorton voor privé-onderricht. Daar leert hij zeer tegen zijn zin Latijn en wiskunde. Stelling heeft nog een pupil: Philip Wakem, de zoon van de advocaat Wakem. Vader Tulliver ziet de advocaat als zijn vijand, omdat deze in een slepende rechtszaak die Tulliver voert de belangen van Mr. Pivart, de tegenpartij, behartigt. Philip is hoogbegaafd, maar mismaakt: hij heeft een bochel. De beide pupillen behandelen elkaar met respect, maar houden afstand. Als Maggie een keer komt logeren bij de dominee, sluit ze vriendschap met Philip.
Vader Tulliver verliest de rechtszaak en gaat zelfs failliet. De advocaat Wakem koopt de molen op en Tulliver wordt zijn pachter. Maggie, die samen met haar nicht Lucy Deane naar een school is gestuurd, moet haar opleiding opgeven. Tom zegt zonder veel spijt dominee Stelling vaarwel en besluit een baan te zoeken om zijn vaders schulden te kunnen aflossen. Zijn ‘oom Deane’, Lucy’s vader, bezorgt hem een baantje bij zijn bedrijf Guest & Co.
Maggie leidt nu een vreugdeloos leven, maar Bob Jakin, een oude vriend van Tom die marskramer is geworden, bezorgt haar een stapeltje boeken. Ze is diep onder de indruk van De imitatione Christi van Thomas a Kempis en probeert een tijdlang ascetisch te leven volgens de voorschriften van dat boek. Als ze op een wandeling Philip Wakem ontmoet, sluit ze opnieuw vriendschap met hem. Ze ontmoeten elkaar geregeld, maar altijd in het geheim, omdat haar vader de naam Wakem niet kan verdragen. Philip leent haar literaire boeken. Kort nadat ze elkaar hebben bekend dat ze van elkaar houden, komt Tom achter hun relatie. Hij vernedert Philip in het bijzijn van Maggie en eist van haar dat ze belooft hem niet meer te ontmoeten.
Op voorstel van Bob Jakin gaat Tom beleggen in scheepsvrachten. Het wordt een succes en hij verdient voldoende om de schulden van zijn vader af te betalen. Tom en zijn vader beleggen een bijeenkomst met de schuldeisers. Op de terugweg naar de molen ontmoet vader Tulliver de advocaat Wakem. Tulliver begint op Wakem in te slaan met zijn rijzweep en alleen ingrijpen van Maggie, die aan zijn arm gaat hangen, voorkomt erger. Die avond is vader Tulliver ziek. De volgende dag overlijdt hij.
Enkele jaren gaan voorbij. Maggie heeft een baan als onderwijzeres. Als ze logeert bij haar nicht Lucy Deane, leert ze Stephen Guest, Lucy’s verloofde in spe, kennen. Philip Wakem behoort ook tot Lucy’s kennissenkring, maar Maggie gaat pas akkoord om hem te ontmoeten nadat ze Tom heeft geraadpleegd. Tom heeft geen bezwaar, als het maar bij ontmoetingen blijft en ze Philip niet ziet als mogelijke huwelijkspartner. Intussen ziet Philip Maggie wel degelijk als potentiële partner. Hij weet zijn vader te bewegen tot de belofte dat hij een eventueel huwelijk niet in de weg zal staan en slaagt er zelfs in hem te overreden de molen te verkopen. Door tussenkomst van oom Deane kan Tom, inmiddels een geslaagd zakenman, Dorlcote terugkopen.
Maggie en Stephen Guest voelen zich intussen, allebei tegen beter weten in, tot elkaar aangetrokken. Lucy heeft niets door. Ze ziet Philip als een geschikte partner voor Maggie en arrangeert een boottocht op de Floss waar Philip en Maggie onverwacht alleen zullen zijn. Maar Philip voelt zich ziek en vraagt Stephen of hij zijn plaats in wil nemen. Nu zijn Stephen en Maggie alleen. Stephen roeit met haar voorbij het punt waar ze Lucy zouden oppikken en vraagt haar ten huwelijk. Zij durft geen ja of nee te zeggen. Haar fascinatie met Stephen worstelt met haar loyaliteit tegenover Lucy en Philip. Het is in elk geval te laat geworden om terug te roeien en ze houden een voorbijvarende boot aan, die onderweg is naar Mudport, de dichtstbijzijnde grote haven. Ze brengen de nacht door aan boord van het schip en de volgende dag in Mudport blijkt Maggie vastbesloten te zijn om niet in te gaan op Stephens plannen. Tot zijn wanhoop gaat ze niet verder met hem mee, maar stapt ze in een diligence, terug naar St. Ogg’s.
Daar wordt ze als een gevallen vrouw behandeld. Haar broer Tom weigert haar de toegang tot Dorlcote. Haar moeder blijft haar echter trouw. Samen huren ze een kamer bij Bob Jakin. Later vindt ze een betrekking als gouvernante voor de kinderen van Dr. Kenn, een dominee die net weduwnaar is geworden. Tom schenkt haar geen vergiffenis, maar ze verzoent zich wel met haar nicht Lucy, in een persoonlijk gesprek, en met Philip Wakem, die haar een brief stuurt waarin hij laat blijken dat hij haar niets kwalijk neemt.
Het boek eindigt dramatisch. De Floss treedt buiten zijn oevers. Maggie neemt een boot van Bob Jakin en manoeuvreert tussen het meegesleurde puin door naar de molen. Ter plekke verzoent ze zich met Tom, die bij haar in de boot komt. Op weg naar het huis van de familie Deane botsen ze op een stapel wrakhout die ze niet kunnen ontwijken. Ze verdrinken in elkaars armen.
‘In hun dood waren ze niet gescheiden’ komt op hun grafsteen te staan.

## Fictie en werkelijkheid
Voor St. Ogg's heeft vermoedelijk Gainsborough in Lincolnshire model gestaan. George Eliot bezocht het stadje tijdens haar zoektocht naar materiaal voor de roman. Een boek over de stad, Our Old Town van Thomas Miller, bevat een anekdote over een molenaar die geruïneerd werd door een rechtszaak. Daaraan ontleende Eliot het verhaal van Edward Tulliver en zijn hopeloze proces tegen Pivart en Wakem. In de roman zijn echter ook locaties in Eliots geboortestad Nuneaton terug te vinden, zoals ‘The Red Deeps’, de plaats waar Maggie Tullivers geheime ontmoetingen met Philip Wakem plaatsvinden.
De rivieren Floss en Ripple zijn de Trent en de Idle. De havenstad Mudport is Kingston upon Hull.

## Literaire reputatie
De critici zijn het erover eens dat Mary Ann Evans (Eliots echte naam) model heeft gestaan voor Maggie Tulliver en dat de eerste hoofdstukken voor een deel autobiografisch zijn. Tom Tulliver is Mary Anns broer Isaac Evans. Net zoals Tom breekt met Maggie als ze iets ‘onfatsoenlijks’ heeft gedaan, brak Isaac met Mary Ann toen ze ging samenleven met de getrouwde George Henry Lewes. In het laatste jaar van haar leven, toen ze was getrouwd met John Cross, was ze in Isaacs ogen weer ‘fatsoenlijk’ geworden en verzoende hij zich met haar.
Edward Tulliver heeft veel gemeen met Mary Anns vader en haar tantes stonden model voor de tantes van Maggie en Tom in de roman.
Het boek werd door de critici van Eliots tijd gunstig ontvangen en heeft zijn goede reputatie altijd behouden. Het thema van broer en zus die voortdurend in elkaar teleurgesteld worden, maar zich toch steeds weer verzoenen, blijkt de grote attractie van het boek te zijn. De meesten vinden de eerste hoofdstukken het meest geslaagd. Voor Simone de Beauvoir was de jeugdige Maggie Tulliver zelfs een rolmodel.
Als critici moeite hebben met de roman, is dat doorgaans met de verdrinkingsscène op het eind, die sommigen geforceerd aandoet. William Dean Howells bijvoorbeeld vond het boek ‘moeilijk te overtreffen’, maar had twijfels over het slot. Ook de aantrekkingskracht die Stephen Guest op Maggie uitoefent, is voor sommigen moeilijk te plaatsen. Dat komt niet in de laatste plaats doordat Eliot met een dosis ironie over hem schrijft. Het is daarom moeilijk te begrijpen dat Maggie hem wel serieus neemt.

## Het boek als inspiratiebron
The Mill on the Floss is een van de bekendste boeken uit de Engelse literatuur. Er is veel over geschreven en er wordt vaak aan gerefereerd. Zo vertelt bijvoorbeeld Flora Ackroyd, de nicht van de vermoorde in Agatha Christies detectiveverhaal De moord op Roger Ackroyd, in hoofdstuk 4 dat ze dol is op The Mill on the Floss.
Het verhaal is verfilmd in 1937 en in 1978. In dat laatste jaar werd The Mill on the Floss uitgezonden als miniserie in acht afleveringen op de BBC-televisie.
Op 1 januari 1997 werd The Mill on the Floss opnieuw uitgezonden op de BBC-televisie, maar nu in één aflevering. Maggie Tulliver werd gespeeld door Emily Watson en Edward Tulliver door Bernard Hill.
In 1994 maakte en leidde Helen Edmundson een toneelbewerking van de roman. Shirley Henderson speelde de rol van Maggie Tulliver.
In 2009 zond de BBC een hoorspel uit, gebaseerd op de roman.